# Palisades Park
Palisades Park é um distrito localizado no estado americano de Nova Jérsei, no Condado de Bergen.

## Demografia
Segundo o censo americano de 2000, a sua população era de 17.073 habitantes.
Em 2006, foi estimada uma população de 19.306, um aumento de 2233 (13.1%).

## Geografia
De acordo com o United States Census Bureau tem uma área de
3,3 km², dos quais 3,1 km² cobertos por terra e 0,2 km² cobertos por água.

## Localidades na vizinhança
O diagrama seguinte representa as localidades num raio de 4 km ao redor de Palisades Park.